# Hrazdan
Hrazdan (arménsky Հրազդան, také je nazývaná Zangu) je řeka v Arménii. Je 141 km dlouhá. Povodí má rozlohu 7310 km² včetně povodí jezera Sevan (povodí vlastního Hrazdanu má 2560 km²).

## Průběh toku
Odtéká z jezera Sevan. Protéká horskou dolinou a na dolním toku teče přes Araratskou rovinu. Celkový spád činí 1097 m, což představuje 1,8 m/km. Je to levý přítok Araksu (povodí Kury).

## Vodní stav
Přirozený průměrný průtok vody při odtoku z jezera činí 2 m³/s a v ústí 17,9 m³/s.

## Využití
Na řece byla vybudována Sevanská kaskáda vodních elektráren, která zahrnuje celkem 6 stupňů. Po jejím dokončení se průtok vody při odtoku z jezera zvětšil na 44,5 m³/s na úkor stoletých zásob vody v jezeře. Za účelem zabránění dalšího snižování hladiny jezera byl odtok vody v roce 1965 zmenšen na 16 m³/s. Voda z řeky se také využívá na zavlažování. Na řece leží města Sevan, Hrazdan, Čarencavan, Arzni, Jerevan.